# Geschützter Landschaftsbestandteil Feldhecke Tüßfeld

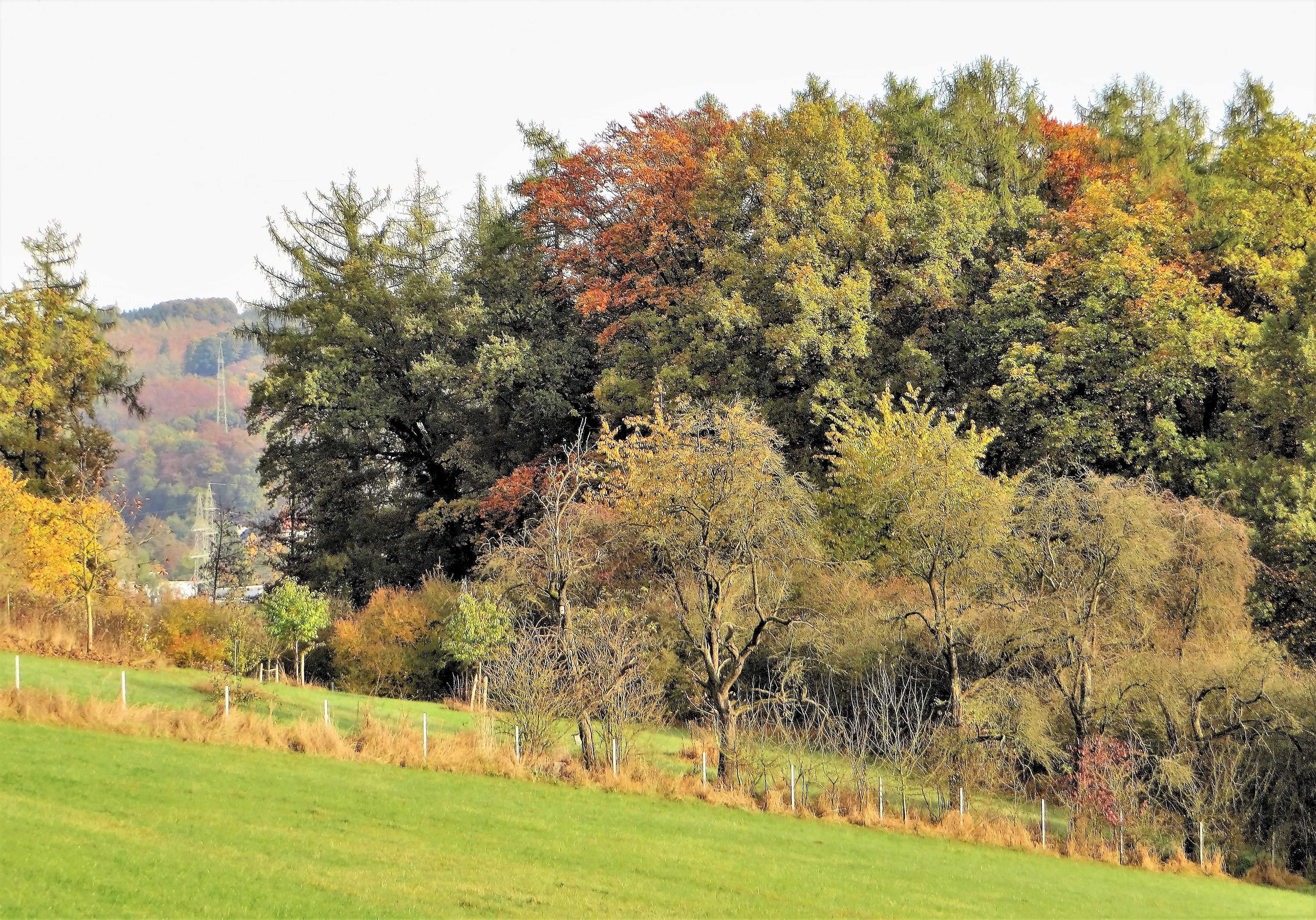
Geschützter Landschaftsbestandteil Feldhecke Tüßfeld

Der Geschützte Landschaftsbestandteil Feldhecke Tüßfeld mit einer Flächengröße von 0,08 ha liegt auf dem Gebiet der kreisfreien Stadt Hagen in Nordrhein-Westfalen. Der LB wurde 1994 mit dem Landschaftsplan der Stadt Hagen vom Stadtrat von Hagen ausgewiesen.

## Beschreibung
Beschreibung im Landschaftsplan: „Es handelt sich um eine ca. 85 m lange und ca. 6 m breite Feldhecke überwiegend aus Weißdorn und Schwarzem Holunder sowie um eine Baumreihe aus 10 Obstgehölzen entlang einer hofnahen Wiese südlich der Hohenlimburger Straße.“

## Schutzzweck
Laut Landschaftsplan erfolgte die Ausweisung „zur Sicherung der Leistungsfähigkeit des Naturhaushalts durch Erhalt von Nist-, Brut- und Nahrungsbiotopen insbesondere für Vögel und Kleinsäuger und zur Gliederung und Belebung des Landschaftsbildes durch Erhalt markanter Gehölzstrukturen der Kulturlandschaft.“